# Brian Schweitzer
Brian David Schweitzer (Havre (Montana), 4 september 1955) is een Amerikaans politicus van de Democratische Partij. Tussen 2005 en 2013 was hij  gouverneur van de Amerikaanse staat Montana.

## Achtergrond
Na zijn opleiding werkte Schweitzer als ondernemer gespecialiseerd in de agribusiness. Hij werkte in Afrika, Azië, Europa en Zuid-Amerika. Hij was ook een aantal jaren werkzaam in Libië en Saoedi-Arabië en spreekt hierdoor goed Arabisch. In 1986 keerde hij terug naar Montana, en werkte jarenlang bij een ranch. Ook werkte hij zeven jaar als ambtenaar op het ministerie van Landbouw onder president Clinton.

## Politieke loopbaan
In 2000 was Schweitzer de kandidaat van de Democratische Partij voor de zetel van de zittende Republikeinse senator Conrad Burns. Schweitzer verloor de daarop volgende verkiezing met een nipt verschil. In 2004 stelde hij zich verkiesbaar voor het gouverneurschap van Montana, nadat de zittend Republikeinse gouverneur Judy Martz zich niet herkiesbaar stelde. Schweitzer won de strijd om het gouverneurschap: samen met zijn Republikeinse running mate John Bohlinger versloeg hij de Republikeinse kandidaat Bob Brown. In 2008 werd hij samen met Bohlinger gekozen voor een tweede termijn nadat hij de Republikeinse kandidaat Roy Brown makkelijk versloeg.
Bij de gouverneursverkiezingen van 2012 kon Schweitzer zich na twee termijnen als gouverneur niet opnieuw verkiesbaar stellen. Hij werd op 7 januari 2013 opgevolgd door zijn partijgenoot Steve Bullock.
- Library of Congress Control Number: n2007009985
- SNAC: w6gp0smn
- Virtual International Authority File: 56057743
- WorldCat: E39PBJjmPVjTQwhb3jHpHPYF8C